# Mikael Andersson (Eishockeyspieler, 1959)
Mikael Andersson (* 6. Juli 1959 in Kiruna) ist ein ehemaliger schwedischer Eishockeyspieler, der in seiner aktiven Zeit von 1979 bis 1994 unter anderem für MODO Hockey, IF Björklöven und Västra Frölunda in der Elitserien aktiv war.

## Karriere
Mikael Andersson begann seine Karriere als Eishockeyspieler in seiner Heimatstadt in der Nachwuchsabteilung des Kiruna AIF. Anschließend wechselte er zu MODO Hockey, für dessen Profimannschaft er von 1979 bis 1983 in der Elitserien, der höchsten schwedischen Spielklasse, aktiv war. Daraufhin wurde er von dessen Ligarivalen IF Björklöven verpflichtet, mit dem er 1987 Schwedischer Meister wurde. Ein Jahr später wurde er mit seiner neuen Mannschaft zudem Vizemeister. Im Sommer 1988 unterschrieb der Angreifer einen Vertrag bei Västra Frölunda in der damals noch zweitklassigen Division 1. Mit der Mannschaft gelang ihm auf Anhieb der Aufstieg in die Elitserien. In dieser war er von 1990 bis 1992 Mannschaftskapitän in Frölunda. Zuletzt spielte der Linksschütze von 1992 bis 1994 für seinen Ex-Club IF Björklöven, mit dem er in der Saison 1992/93 aus der Division 1 in die Elitserien aufstieg.

### International
Für Schweden nahm Andersson im Juniorenbereich an der U18-Junioren-Europameisterschaft 1977 sowie den U20-Junioren-Weltmeisterschaften 1978 und 1979 teil. Im Seniorenbereich stand er im Aufgebot seines Landes bei der Weltmeisterschaft 1987, beim Canada Cup im selben Jahr und bei den Olympischen Winterspielen 1988 in Calgary.

## Erfolge und Auszeichnungen
- 1987 Schwedischer Meister mit IF Björklöven
- 1988 Schwedischer Vizemeister mit IF Björklöven
- 1989 Aufstieg in die Elitserien mit Västra Frölunda
- 1993 Aufstieg in die Elitserien mit IF Björklöven

### International
- 1977 Goldmedaille bei der U18-Junioren-Europameisterschaft
- 1978 Silbermedaille bei der U20-Junioren-Weltmeisterschaft
- 1979 Bronzemedaille bei der U20-Junioren-Weltmeisterschaft
- 1987 Goldmedaille bei der Weltmeisterschaft
- 1988 Bronzemedaille bei den Olympischen Winterspielen